# Gabriel Kielland (konstnär)
Gabriel Kielland, född den 6 juli 1871 I Trondhjem, död där den 28 september 1960, var en norsk konstnär. Han var far till Olav Kielland.
Kielland verkade först som arkitekt men framträdde snart som målare av porträtt, landskap och altartavlor. Senare drogs hans intresse till glasmåleriet och Kielland tog livlig del i utförandet av Nidarosdomens fönster.